# Gonomyia (Leiponeura) tenuipollex
Gonomyia (Leiponeura) tenuipollex is een tweevleugelige uit de familie steltmuggen (Limoniidae). De soort komt voor in het Australaziatisch gebied.